# Drużynowy Puchar Polski na Żużlu 1998
Drużynowy Puchar Polski na Żużlu 1998 – 10. edycja turnieju, corocznie organizowanego przez PZMot. Rozegrano cztery turnieje oraz finał, który został rozegrany 8 lipca 1998 roku w Toruniu oraz zwyciężył Apator-DGG Toruń.

## Finał
- Toruń, 8 lipca 1998
- Sędzia: Stanisław Pieńkowski

| Msc | | Drużyna / Zawodnik                                           | Biegi                     | Punkty |
| --- | --- | ------------------------------------------------------------ | ------------------------- | ------ |
| 1   | | Apator-DGG Toruń                                             | Apator-DGG Toruń          | 40     |
| 1   | (5) Jacek Krzyżaniak (6) Mirosław Kowalik (7) Wiesław Jaguś (8) Robert Kościecha (18) Tomasz Chrzanowski   | (3,dst,3,0,1) (3,3,1,3,1) (3,2,2,2,3) (1,3,0,3,3)            | 7 11 12 10 ns             |        |
| 2   | | Unia Leszno                                                  | Unia Leszno               | 31     |
| 2   | (9) Roman Jankowski (10) Andrejs Koroļovs (11) Adam Skórnicki (12) Damian Baliński (19) Robert Mikołajczak | (2,2,1,3,2) (d3,1,2,1,3) (2,2,1,0,d3) (0,3,2,2,2)            | 10 7 5 9 ns               |        |
| 3   | | Atlas Wrocław                                                | Atlas Wrocław             | 28     |
| 3   | (13) Adam Łabędzki (14) Piotr Baron (15) Dariusz Śledź (16) Mirosław Cierniak (20) Mariusz Węgrzyk         | (1,d1,1,1,0) (2,1,3,2,1) (3,3,3,1,wu) (2,0,2,0,2)            | 3 9 10 6 ns               |        |
| 4   | | Kuntersztyn-GKM Grudziądz                                    | Kuntersztyn-GKM Grudziądz | 21     |
| 4   | (1) Piotr Markuszewski (2) Robert Kempiński (3) Paweł Staszek (4) Robert Dados (17) Paweł Grygolec         | (1,0,0,-,-) (0,1,-,0,2) (0,2,d4,1,0) (1,1,3,3,3) (-,-,0,2,1) | 1 3 11 3                  |        |